# エブラヒミ椎菜
エブラヒミ 椎菜（エブラヒミ しいな、2001年6月21日 - ）は、日本のタレント。

## 来歴
もともとモデルの仕事に興味があり、サロンモデルとして活動する傍ら、もっと色々な活動をしてみたいと思い、「ミス立教2022」に出場し、ファイナリストに選ばれる。

2023年4月15日（14日深夜）よりフジテレビ系列で生放送されているバラエティー番組「オールナイトフジコ」にレギュラーの現役女子大生「フジコーズ」としてレギュラー出演。
「オールナイトフジコ」の番組内での企画「フジコエモうた歌謡祭」で優勝し、優勝特典としてファッション誌「sweet」の2023年10月号に掲載された。

2024年3月に立教大学を卒業。これを機に同年3月22日放送の「オールナイトフジコ」及び3月29日に開かれた番組イベント「フジコーズ卒業式2024」をもってフジコーズを卒業した。

## 人物
- 愛称は姫
- イランと日本のハーフである
- 趣味はネット通販を見ることとカフェ・ビストロ巡り
- 特技はTikTokで海外ドラマ風のコンテンツを撮ること
- 好きな食べ物はパスタ・ピザ・チョコレート
- 嫌いな食べ物はお餅・とろろ・貝類
- 好きな言葉は「成功とは成功するまでやり続けること」
- K-POPが好きでBLACKPINKの大ファン
- 自分の強みは初対面の人に「写真で見るとクールなイメージだけど、実際に話してみると明るくて親しみやすくて、ギャップがある」と言われること
- 憧れの人は両親
- 将来の夢は芯を持った強い女性になること[3]

## 出演

### テレビ
- オールナイトフジコ（2023年4月15日 - 2024年3月23日、フジテレビ） - フジコーズとして
- 2023 FNS歌謡祭 第2夜（2023年12月13日、フジテレビ） - フジコーズとして

### ラジオ
- アッパレやってまーす!（2024年3月17日、MBSラジオ）[4]

### イベント
- オダイバ!!超次元音楽祭フユフェス2024（2024年2月24日・25日、ぴあアリーナMM）
- マイナビTOKYO GIRLS COLLECTION 2024 SPRING/SUMMER（2024年3月2日、代々木第一体育館）[5]
- AGESTOCK2024（2024年3月3日、代々木第一体育館）

### 雑誌
- sweet 2023年10月号（2023年9月12日発売、宝島社） - 同じくフジコーズの上杉真央・和智日菜子と共に掲載